# Kraz
Kraz es el nombre de la estrella β Corvi (β Crv / 9 Corvi / HD 109379), de magnitud aparente +2,65 y la segunda más brillante de la constelación de Corvus, el cuervo, después de Gienah Gurab (γ Corvi). Su nombre es de origen desconocido.
Kraz es una estrella gigante luminosa amarilla de tipo espectral G5II que se encuentra a 140 años luz del sistema solar y tiene una temperatura superficial de 5100 ± 80 K.
Con una luminosidad 160 veces mayor que la del Sol, su radio es 16 veces más grande que el radio solar.
Sus características son similares a las de μ Velorum A, aunque es más brillante que ésta.
En cuanto a su composición elemental, presenta una metalicidad algo superior a la del Sol ([Fe/H] = +0,10).
A partir de su temperatura y luminosidad se puede evaluar su masa, resultando ser ésta entre 3,3 y 3,7 veces mayor que la masa solar.
Hace unos 300 millones de años Kraz brilló como una estrella blanco-azulada de tipo B7 y en un futuro dará lugar a una enana blanca relativamente masiva.
Aunque no tiene ninguna acompañante conocida, Kraz está catalogada como una estrella de bario. Normalmente este tipo de estrellas son gigantes que han sido contaminadas por una compañera más masiva, que les cedió subproductos resultantes de la fusión nuclear cuando ellas estaban menos evolucionadas, siendo la acompañante una enana blanca en la actualidad. Un ejemplo representativo de este tipo de estrellas es ζ Capricorni. Como Kraz es una estrella solitaria, el bario ha de tener un origen distinto o bien su clasificación como estrella de bario es incorrecta.